# Mora Settlement
Mora Settlement es una localidad de Trinidad y Tobago, que forma parte de la región de Mayaro-Rio Claro.

## Geografía
La localidad abarca parte de la isla Trinidad y limita al norte con Río Claro y Deep Ravine-Clear Water, al sur con Río Claro y Abysinia Village, al este con Deep Ravine-Clear Water y al oeste con Río Claro.

## Demografía
Datos demográficos de la localidad de Mora Settlement:
| Gráfica de evolución demográfica de Mora Settlement entre 2000 y 2011 |
|                                                                       |